# El Tunal, Coahuila
El Tunal är en ort i Mexiko.   Den ligger i kommunen Arteaga och delstaten Coahuila, i den centrala delen av landet, 700 km norr om huvudstaden Mexico City. El Tunal ligger 2 269 meter över havet och antalet invånare är 641.
Terrängen runt El Tunal är kuperad norrut, men söderut är den bergig. Runt El Tunal är det glesbefolkat, med 9 invånare per kvadratkilometer. El Tunal är det största samhället i trakten. I omgivningarna runt El Tunal växer huvudsakligen savannskog.